# Abel Gerbaud
Pour les articles homonymes, voir Gerbaud.
 (mai 2014).
Si vous disposez d'ouvrages ou d'articles de référence ou si vous connaissez des sites web de qualité traitant du thème abordé ici, merci de compléter l'article en donnant les références utiles à sa vérifiabilité et en les liant à la section « Notes et références ».
Abel Gerbaud, né le 26 décembre 1888 à Paris 13e et mort le 9 juin 1954 à Paris 6e, est un peintre français.

## Biographie
Abel Gerbaud est né au 54 du boulevard Arago à Paris. En 1902, au sortir de sa scolarité, il manifeste ses préférences pour un métier d’art. Ses parents le font entrer à l’École Germain-Pilon dans l'atelier de Quignolet, lequel lui enseigne le dessin précis et le sens des valeurs à l’exemple de Jean-Baptiste Camille Corot, et la sensibilité à la nature à l'exemple de Claude Monet. Sur le conseil de son maître, Abel Gerbaud entre à l'École des beaux-arts de  paris dans l’atelier de Luc-Olivier Merson. Pour gagner sa vie, il consacre la moitié de ses journées au dessin d’art industriel.
Il est soumis à ses obligations militaires en 1908. Puis il se rend à Bruxelles et y trouve immédiatement des travaux de dessin d’art industriel. On lui donne deux cents francs par mois pour un après-midi, par jour de travail[incompréhensible]. Lorsqu'éclate la Première Guerre mondiale en 1914, Gerbaud est envoyé au 26e régiment d'infanterie, à Châlons-sur-Marne. 
Il participe à une exposition qui ouvre à Genève en décembre 1920, et dure deux mois, regroupant des artistes qui marqueront durablement l’histoire de l’art. Mais, si la manifestation rencontre un succès d’estime, elle est loin de relancer un marché de la peinture passablement déprimé. Dès 1923, l’artiste fait sa première exposition à la Galerie Barbazange au faubourg Saint-Honoré à Paris. Puis les expositions se succèdent à la Galerie Vildrac, chez Bernheim, Brau et cie, à Strasbourg et à Bruxelles. L’artiste vit alors de sa peinture et partage son temps, entre Paris, Saint-Tropez, Sanary, Marseille, Sète, Honfleur, la Bretagne mais aussi l’Italie ou l’Espagne.